# František Augustin
František Augustin (24. května 1846, Sirákov  – 1. prosince 1908, Praha) byl český meteorolog, astronom a geograf. Stal se prvním profesorem klimatologie a meteorologie na Karlo-Ferdinandově univerzitě v Praze.

## Život
Po základní škole v Polné odmaturoval na jihlavském gymnáziu. V letech 1867–1870 studoval na filozofické fakultě vídeňské univerzity. Roku 1872 se stal suplujícím učitelem na akademickém gymnáziu v Praze, roku 1875 trvalým učitelem na městské střední škole tamtéž.
Od roku 1881 studoval a prováděl svá pozorování na hvězdárně v Krakově, dále pak v Lipsku, Magdeburku, Ebersvaldu a Hamburku. Roku 1883 habilitoval na filozofické fakultě české univerzity. Mimořádným členem Královské české společnosti nauk se stal 11. ledna 1888, neboť již předtím pracoval v pražské hvězdárně, dopisujícím členem České akademie věd a umění byl zvolen 1. prosince 1894. V roce 1892 jej jmenovali mimořádným a roku 1895 řádným profesorem Karlo-Ferdinandovy univerzity v předmětech meteorologie a klimatologie.
Založil rozsáhlou síť meteorologických stanic v Čechách, srážkoměrnou síť v Praze a observatoř na Petříně.
Publikoval v odborném tisku, byl redaktorem meteorologické části Ottova slovníku naučného a Zeměpisného sborníku.
Zemřel v 60 letech, je pohřben na Vyšehradském hřbitově po boku své ženy Boženy.
Jo po něm pojmenována Augustinova ulice v Praze-Chodově.